# Heliconia caribaea
Espèce
Le Balisier, Heliconia caribaea, est une espèce de plantes à fleurs de la famille des Heliconiaceae, originaire des Antilles.

## Synonymes
- Bihai borinquena (Griggs) Griggs
- Bihai borinquena var. coccinea Griggs & Harris
- Bihai conferta (Petersen) Kuntze
- Heliconia borinquena Griggs
- Heliconia conferta Petersen

## Répartition
Cuba, Haïti, Porto Rico, Jamaïque et les autres îles des Antilles dont la Martinique et la Guadeloupe.